# Josef Smolen
Josef Smolen (* 24. März 1950) ist ein österreichischer Rheumatologe und Immunologe, emeritierter Universitätsprofessor der Medizinischen Universität Wien und emeritierter Leiter der Klinik für Innere Medizin 3 und der klinischen Abteilung für Rheumatologie im AKH Wien. Er forschte vor allem über die Pathogenese und Therapie rheumatischer Erkrankungen und leistete wesentliche Beiträge zu neuen Medikamenten und der Therapie mit Biologika. Das Treat-to-Target-Konzept wurde von ihm beeinflusst, wie er auch in der Organisation der Ambulanzen die Behandlungen patientenfreundlicher gestaltete.

## Leben
Smolen maturierte am Gymnasium und Realgymnasium Stubenbastei und studierte Medizin an der Universität Wien, wo er 1975 promovierte. Anschließend forschte er am Institut für Immunologie der Universität Wien und war ab 1976 Assistent an der 2. Medizinischen Universitätsklinik in Wien, wo er seine Ausbildung in Innerer Medizin und Rheumatologie absolvierte. 1980–1981 folgte ein Forschungsaufenthalt am National Institute of Arthritis, Diabetes and Digestive and Kidney Diseases (NIADDK, heute NIAMS) der National Institutes of Health in Bethesda (USA) bei Alfred D. Steinberg. 1983 wurde er Oberarzt an der rheumatologischen Abteilung der Klinik. Seine Habilitation in Klinischer Immunologie erfolgte 1985, im Fach Innere Medizin 1987. Er wurde 1989 wurde zum Vorstand der 2. Medizinischen Abteilung (Zentrum für Diagnostik und Therapie rheumatischer Erkrankungen) des Krankenhauses Lainz der Stadt Wien ernannt, wo er bis Ende 2017 tätig war.
1995 wurde er als Universitätsprofessor für Innere Medizin und Leiter der klinischen Abteilung für Rheumatologie an der Klinik für Innere Medizin 3 der Universität Wien (später: Medizinische Universität Wien) am AKH berufen. Von 2007 bis zu seiner Emeritierung 2018 fungierte er auch als Leiter der Klinik für Innere Medizin 3.
Seit 2017 ist Smolen Editor-in-Chief der wissenschaftlichen Zeitschrift Annals of the Rheumatic Diseases – The EULAR Journal (ARD). Seit 2003 ist er einer der Editoren des Lehrbuchs Rheumatology. Gemeinsam mit Kurt Redlich und Daniel Aletaha ist er Gründer der populärwissenschaftlichen Zeitschrift Fakten der Rheumatologie im MedMedia Verlag.
Smolen ist mit der Psychoanalytikerin Alicja Smolen, geb. Winter, verheiratet; gemeinsam haben sie drei Kinder.

## Wissenschaftliche Schwerpunkte
Im Fokus von Josef Smolens Forschungstätigkeit stand und steht die Pathogenese und Therapie rheumatischer Erkrankungen.
Er hat mehr als 700 wissenschaftliche Publikationen, unter anderen in Journalen wie New England Journal of Medicine, The Lancet, JAMA, Nature Medicine, Annals of the Rheumatic Diseases, Journal of Clinical Investigation, zu Themen der Immunologie und Rheumatologie veröffentlicht. Hinzu kommen einige populärwissenschaftliche Bücher und Ratgeber.
Gemeinsam mit seinen Mitarbeitern erarbeitete er neue Einsichten in die Entstehung und Propagation der Gelenkzerstörung und neue Therapien für die rheumatoide Arthritis und entwickelte andere entzündlich rheumatische Erkrankungen mit.
Zu den innovativen Therapien, deren Entwicklung er wesentlich beeinflusste, zählen Biologika, wie monoklonale Antikörper gegen TNF (Infliximab, Golimumab, Certolizumab)
oder den IL-6-Rezeptor (Tocilizumab) sowie Januskinase-Inhibitoren (Baricitinib, Upadicitinib).
Zuvor leistete er wesentliche Beiträge zum Verständnis anderer damals neuer Medikamente, wie Leflunomid.
Zuletzt begleitete er die Entwicklung eines Antikörpers gegen IL-6 (Olokizumab).
Smolen und sein Team entwickelten neue Scores für die Erfassung der Krankheitsaktivität der rheumatoiden Arthritis (Simplified Disease Activity Index, SDAI, und Clinical Disease Activity Index, CDAI), und der Psoriasisarthritis (Disease Activity index for PSoriatic Arthritis, DAPSA) sowie der reaktiven Arthritis (Disease Activity index for REactive Arthritis, DAREA), die weltweit eingesetzt werden. Er war auch spiritus rector beim Auf- und Ausbau des Treat-to-Target Konzepts (zielgerichtete Therapie) bei rheumatischen Erkrankungen.
Im Verlauf von Studien zur autologen gemischten Lymphozytenkultur zeigte Smolen gemeinsam mit Thomas Luger u. a. erstmals, dass CD8-Lymphozyten Interleukin-2 produzieren, ein Befund, der ein seinerzeitiges Dogma durchbrach. Mit Günter Steiner u. a. entdeckte er ein neues Autoantigen, RA-33, das besonders bei der rheumatoiden Arthritis eine Autoimmunantwort hervorruft. Zur Optimierung der Behandlung von Patientinnen mit rheumatoider Arthritis etablierte Smolen Früharthritis-Ambulanzen im Krankenhaus Hietzing und am AKH und entwickelte später zur Reduktion der Wartezeiten für Patientinnen das Konzept der Akutbegutachtungsambulanz.
Er ist Autor einer Reihe von Empfehlungen der EULAR zur Therapie mehrerer rheumatischer Erkrankungen.
Smolen zählt seit vielen Jahren zu den Highly Cited Researchers und ist ein viel gefragter Referent und Lehrer bei internationalen und nationalen Kongressen und anderen Veranstaltungen.

## Tätigkeiten in der Literaturwissenschaft
Smolen arbeitet auch über literarischen Expressionismus. Er verfasste drei Bibliographien: eine zur Reihe „Der jüngste Tag“ des Kurt Wolff Verlags (2. Auflage 2013 im Burg-Verlag, Wien), eine zur Reihe „Der rote Hahn“ des Aktionsverlags (2019), eine zur Reihe „Das neuste Gedicht“ des Dresdner Verlags von 1917 (2020) und eine weitere zu „Lyrische Flugblätter des Alfred Richard Meyer Verlags“ (2021).
Zuletzt erschien das auf das Wien der Jahrhundertwende fokussiertes Werk „Fritzi Löw und die Buchkunst in Wien um 1900 – Neuentdecktes zu Kunstschaffenden und Verlagen“, das 2023 im Museum für angewandte Kunst in Wien vorgestellt wurde.

## Auszeichnungen
- 2007: Carol Nachman Preis[39]
- 2007: Goldener Schlüssel der Stadt Cuenca[40]
- 2008: Fellow of the Royal Society of Medicine (FRCP)[41]
- 2009: Goldenes Ehrenzeichen für Verdienste um das Land Wien[42]
- 2010: Ehrendoktor der Universität Lund[43]
- 2010: Karl Landsteiner-Medaille
- 2014: Ehrendoktor der Universität Leiden[44]
- 2015: Master, American College of Rheumatology[45]
- 2017: Ehrendoktor der Semmelweis-Universität Budapest[46]
- 2018: Goldener Rathausmann der Stadt Wien[47]
- 2020: Preis der Stadt Wien für Medizinische Wissenschaften[48]
- Ehrenmitgliedschaften bei der Italienischen, Polnischen (2011),[49] Slowakischen, Slowenischen und Deutschen (2019)[50] Gesellschaft für Rheumatologie sowie der EULAR.[51]

## Mitgliedschaften  und Funktionen
- 2003–2005: Präsident der Europäischen Rheumaliga (EULAR)[52]
- 1999–2003: Treasurer der International Union of Immunological Societies (IUIS)[53]
- 2004–2006: Präsident der Österreichischen Gesellschaft für Allergologie und Immunologie (ÖGAI)[54]
- 2006–2008: Präsident der Österreichischen Gesellschaft für Rheumatologie und Rehabilitation (ÖGR)[55]
- 2005: Mitglied der Österreichischen Akademie der Wissenschaften (ÖAW)[56]
- 2007: Mitglied der Deutschen Akademie der Naturforscher Leopoldina – Nationalen Akademie der Wissenschaften[57]

## Publikationen (Auswahl)
- mit Wolfgang Ebner: Was jeder selbst gegen Rheuma tun kann: Bewegung, Ernährung, Psyche. Selbsthilfe ist möglich. F. A. Herbig Verlagsbuchhandlung GmbH, 1996, ISBN 978-3-7766-1958-4.
- mit Wolfgang Exel: Leben ohne Schmerzen. Ueberreuter, Wien 1999, ISBN 978-3-8000-3748-3 (d-nb.info).
- mit Marc C. Hochberg, Alan J. Silman: Rheumatology, 2 Vols. 4. Auflage. Mosby, 2007, ISBN 978-0-323-04429-5 (englisch, Online Reference).
- mit Peter E. Lipsky: Targeted Therapies in Rheumatology. CRC Press, 2003, ISBN 978-1-84184-157-1 (englisch).
- mit Marc C. Hochberg, Alan J. Silman et al.: Rheumatoid Arthritis: A Companion to Rheumatology. Mosby, 2008, ISBN 978-0-323-05475-1 (englisch, oup.com).
- Usmierzyc bol. Diogenes, Warschau 2002, ISBN 83-7311-347-9 (polnisch, d-nb.info).
- Der Jüngste Tag: Eine neue Bibliographie. Blanke, Berlin 2003, ISBN 978-3-9501100-6-7 (antiquarisch.de).
- Der rote Hahn. Eine Bibliographie. Rotes Antiquariat, Wien 2019, ISBN 978-3-9808807-5-6 (rotes-antiquariat.de).
- Das Neuste Gedicht [Bibliografie]. Rotes Antiquariat, Wien u. Berlin 2020, ISBN 978-3-9808807-4-9 (rotes-antiquariat.de).
- Lyrische Flugblätter des Alfred Richard Meyer Verlags. Rotes Antiquariat, Wien u. Berlin 2021, ISBN 978-3-9808807-7-0 (kulturkaufhaus.de).
- Fritzi Löw und die Buchkunst in Wien um 1900. Neuentdecktes zu Künstlern und Verlagen. Rotes Antiquariat, Wien u. Berlin 2023, ISBN 978-3-9808807-8-7 (rotes-antiquariat.de).

## Belege
1. 1 2 3  Curriculum Vitae Prof. Dr. Josef Smolen. (PDF) In: leopoldina.org. Abgerufen am 14. März 2024.
2. ↑  Events | MedUni Wien. In: Medizinischen Universität Wien.
3. ↑  Absolvent:innen | GRG 1 Stubenbastei. In: www.stubenbastei.at.
4. ↑  EULAR Journal. In: eular.org. (englisch).
5. ↑  M.C.Hochberg, A.J.Silman, J.S.Smolen, M.E.Weinblatt, M.H.Weisman: Rheumatology, 3rd edition. Mosby, 2003, ISBN 0-323-02404-1 (oup.com).
6. ↑  Fakten der Rheumatologie. In: medmedia.at..
7. ↑  Smolen JS - Search Results. In: PubMed. (englisch).
8. ↑  Gretchen Henkel: European Beacon for Rheumatology. In: the-rheumatologist.org. 1. Januar 2008.
9. ↑  J. S. Smolen, C. Han et al.: Evidence of radiographic benefit of treatment with infliximab plus methotrexate in rheumatoid arthritis patients who had no clinical improvement: A detailed subanalysis of data from the anti–tumor necrosis factor trial in rheumatoid arthritis with concomitant therapy study. In: Arthritis & Rheumatism. 52. Jahrgang, Nr. 4, 11. April 2005, S. 1020–1030, doi:10.1002/art.20982, PMID 15818697 (englisch, wiley.com).
10. ↑  Josef S Smolen, Jonathan Kay et al.: Golimumab in patients with active rheumatoid arthritis after treatment with tumour necrosis factor α inhibitors (GO-AFTER study): a multicentre, randomised, double-blind, placebo-controlled, phase III trial. In: The Lancet. 374. Jahrgang, Nr. 9685, 18. Juli 2009, S. 210–221, doi:10.1016/S0140-6736(09)60506-7, PMID 19560810 (englisch, sciencedirect.com).
11. ↑  J. Smolen, R. B. Landewé et al.: Efficacy and safety of certolizumab pegol plus methotrexate in active rheumatoid arthritis: the RAPID 2 study. A randomised controlled trial. In: Annals of the Rheumatic Diseases. 68. Jahrgang, Nr. 6, 1. Juni 2009, S. 797–804, doi:10.1136/ard.2008.101659, PMID 19015207, PMC 2674556 (freier Volltext) – (englisch, bmj.com).
12. ↑  Josef S Smolen, Andre Beaulieu et al.: Effect of interleukin-6 receptor inhibition with tocilizumab in patients with rheumatoid arthritis (OPTION study): a double-blind, placebo-controlled, randomised trial. In: The Lancet. 371. Jahrgang, Nr. 9617, 22. März 2008, S. 987–997, doi:10.1016/S0140-6736(08)60453-5, PMID 18358926 (englisch, sciencedirect.com).
13. ↑  Josef S. Smolen, Mark C. Genovese et al.: Safety Profile of Baricitinib in Patients with Active Rheumatoid Arthritis with over 2 Years Median Time in Treatment. In: The Journal of Rheumatology. 46. Jahrgang, Nr. 1, 1. Januar 2019, S. 7–18, doi:10.3899/jrheum.171361, PMID 30219772 (englisch, jrheum.org).
14. ↑  Josef S Smolen, Aileen L Pangan et al.: Upadacitinib as monotherapy in patients with active rheumatoid arthritis and inadequate response to methotrexate (SELECT-MONOTHERAPY): a randomised, placebo-controlled, double-blind phase 3 study. In: The Lancet. 393. Jahrgang, Nr. 10188, 8. Juni 2019, S. 2303–2311, doi:10.1016/S0140-6736(19)30419-2, PMID 31130260 (englisch, sciencedirect.com).
15. ↑  Josef S Smolen, Joachim R Kalden et al.: Efficacy and safety of leflunomide compared with placebo and sulphasalazine in active rheumatoid arthritis: a double-blind, randomised, multicentre trial. In: The Lancet. 353. Jahrgang, Nr. 9149, 23. Januar 1999, S. 259–266, doi:10.1016/S0140-6736(98)09403-3 (englisch, sciencedirect.com).
16. ↑  Josef S. Smolen, Eugen Feist et al.: Olokizumab versus Placebo or Adalimumab in Rheumatoid Arthritis. In: New England Journal of Medicine. 387. Jahrgang, Nr. 8, 25. August 2022, S. 715–726, doi:10.1056/NEJMoa2201302, PMID 36001712 (englisch, nejm.org).
17. ↑  Daniel Aletaha, Xin Wang, Josef S. Smolen  et al.: Differences in disease activity measures in patients with rheumatoid arthritis who achieved DAS, SDAI, or CDAI remission but not Boolean remission. In: Seminars in Arthritis and Rheumatism. 50. Jahrgang, Nr. 2, 1. April 2020, S. 276–284, doi:10.1016/j.semarthrit.2019.09.005, PMID 31590930 (englisch, sciencedirect.com).
18. ↑  J.S. Smolen, D. Aletaha: Scores for all seasons: SDAI and CDAI. In: Clin Exp Rheumatol 2014 Vol.32, N°5, Suppl.85. (englisch, PMID 25365093).
19. ↑  J.S. Smolen, M. Schoels, D. Aletaha: Disease activity and response assessment in psoriatic arthritis using the Disease Activity index for PSoriatic Arthritis (DAPSA). A brief review. In: Clin Exp Rheumatol 2015 Vol.33, N°5 ,Suppl.93. (englisch, PMID 26471734).
20. ↑  M. Schoels, D. Aletaha, J. S. Smolen et al.: Application of the DAREA/DAPSA score for assessment of disease activity in psoriatic arthritis. In: Annals of the Rheumatic Diseases. 69. Jahrgang, Nr. 8, 2010, S. 1441–1447, doi:10.1136/ard.2009.122259, PMID 20525844 (englisch, bmj.com).
21. ↑  L. C. Coates, J. F. Merola et al.: Performance of composite measures used in a trial of etanercept and methotrexate as monotherapy or in combination in psoriatic arthritis. In: Rheumatology (Oxford, England). 60. Jahrgang, Nr. 3, 2020, S. 1137–1147, doi:10.1093/rheumatology/keaa271, PMID 32864685, PMC 7937022 (freier Volltext) – (englisch).
22. 1 2  J. S. Smolen, D. Aletaha et al.: Treating rheumatoid arthritis to target: recommendations of an international task force. In: Annals of the Rheumatic Diseases. 69. Jahrgang, Nr. 4, 11. April 2010, S. 631–637, doi:10.1136/ard.2009.123919, PMID 20215140, PMC 3015099 (freier Volltext) – (englisch).
23. ↑  T. A. Luger, J. S. Smolen, T. M. Chused, A. D. Steinberg, J. J. Oppenheim: Human lymphocytes with either the OKT4 or OKT8 phenotype produce interleukin 2 in culture. In: The Journal of Clinical Investigation. 70. Jahrgang, Nr. 2, 1. August 1982, S. 470–473, doi:10.1172/JCI110637, PMID 6808028, PMC 371256 (freier Volltext) – (englisch, jci.org).
24. ↑  Günter Steiner, Josef S. Smolen: Neue Autoantikörper in der Diagnostik der rheumatoiden Arthritis. In: Zeitschrift für Rheumatologie. 61. Jahrgang, Nr. 6, 1. Dezember 2002, S. 667–673, doi:10.1007/s00393-002-0470-y.
25. 1 2  Miriam Gärtner, Julia P. Fabrizii, Josef S. Smolen et al.: Immediate access rheumatology clinic: efficiency and outcomes. In: Annals of the Rheumatic Diseases. 71. Jahrgang, Nr. 3, 1. März 2012, S. 363–368, doi:10.1136/annrheumdis-2011-200315, PMID 21989539 (englisch, bmj.com).
26. ↑  Josef S. Smolen, Robert B M. Landewé et al.: EULAR recommendations for the management of rheumatoid arthritis with synthetic and biological disease-modifying antirheumatic drugs: 2022 update. In: Annals of the Rheumatic Diseases. 82. Jahrgang, Nr. 1, 2023, S. 3–18, doi:10.1136/ard-2022-223356, PMID 36357155 (englisch, bmj.com).
27. ↑  J. S. Smolen, R. Landewé RBM et al.: EULAR recommendations for the management of rheumatoid arthritis with synthetic and biological disease-modifying antirheumatic drugs: 2019 update. In: Annals of the Rheumatic Diseases. 79. Jahrgang, Nr. 6, 2020, S. 685–699, doi:10.1136/annrheumdis-2019-216655, PMID 31969328 (englisch, bmj.com).
28. ↑  J. S. Smolen, R. Landewé et al.: EULAR recommendations for the management of rheumatoid arthritis with synthetic and biological disease-modifying antirheumatic drugs: 2016 update. In: Annals of the Rheumatic Diseases. 76. Jahrgang, Nr. 6, 2017, S. 960–977, doi:10.1136/annrheumdis-2016-210715, PMID 28264816 (englisch, bmj.com).
29. ↑  Josef S. Smolen, Robert Landewé et al.: EULAR recommendations for the management of rheumatoid arthritis with synthetic and biological disease-modifying antirheumatic drugs: 2013 update. In: Annals of the Rheumatic Diseases. 73. Jahrgang, Nr. 3, 1. März 2014, S. 492–509, doi:10.1136/annrheumdis-2013-204573, PMID 24161836, PMC 3933074 (freier Volltext) – (englisch, bmj.com).
30. ↑  J. S. Smolen, R. Landewé et al.: EULAR recommendations for the management of rheumatoid arthritis with synthetic and biological disease-modifying antirheumatic drugs. In: Annals of the Rheumatic Diseases. 69. Jahrgang, Nr. 6, 2010, S. 964–975, doi:10.1136/ard.2009.126532, PMID 20444750, PMC 2935329 (freier Volltext) – (englisch, bmj.com).
31. ↑  Highly Cited Researchers. In: publons.com. (englisch).
32. ↑  Österreichs meistzitierte Forscher und Forscherinnen. In: science.ORF.at. 18. November 2020.
33. ↑  Meet the Speakers: ORA 20th Annual Scientific Meeting. In: Ontario Rheumatology Association. 2019 (englisch).
34. ↑  Prof. Josef SMOLEN < 21st SSR-MSR Virtual Workshops in Rheumatology. In: ssr-msr2021.com. 2021 (englisch).
35. ↑  Verband der Antiquare Österreichs (Hrsg.): Gemeinschaftskatalog. BUCH WIEN | 8. Internationale Buchmesse 12.-15. November 2015. 2015 (pirckheimer.org [PDF]).
36. ↑  Lyrische Flugblätter. 11. März 1907 (slub-dresden.de).
37. ↑  Konrad Holzer: FRITZI LÖW UND DIE WIENER BUCHKUNST. In: flaneurin.at. 2023.
38. ↑  Veranstaltung - MAK Museum Wien. In: www.mak.at.
39. ↑  Carol-Nachman-Preis für Jane Salmon und Josef Smolen. In: www.rheuma-online.at..
40. ↑  3. Conocimiento y resolución sobre la petición formulada por los Señores Concejales: Dra. Flor María Salazar y Dr. Gustavo Vega; relacionado con la entrega de las Llaves de la Ciudad al Dr. JOSEF S. SMOLEN. | GAD Municipal de Cuenca. In: www.cuenca.gob.ec. 2007 (spanisch).
41. ↑  EULAR Meritorious Service Awards 2021. In: EurekAlert! (englisch).
42. ↑  Archivmeldung: RK-Terminvorschau vom 16.11. bis 7.12. 2009. In: Presseservice der Stadt Wien. 12. November 2009.
43. ↑  246 nya doktorer pryds med hatt och krans. In: Mynewsdesk. 26. Mai 2010 (schwedisch).
44. ↑  Honorary doctorates and prizes. In: Leiden University. 2014 (englisch).
45. ↑  2015 ACR Masters. In: ACR Convergence Today. 6. November 2015 (englisch).
46. ↑  Eight professors have received the Doctor Honoris Causa Award of Semmelweis University. In: semmelweis.hu. 17. November 2017 (englisch).
47. ↑  Medical University of Vienna: Josef Smolen awarded. In: Medical University of Vienna. (englisch).
48. ↑  Medical University of Vienna: City of Vienna prizes awarded to members of MedUni Vienna | MedUni Vienna. In: Medical University of Vienna. (englisch).
49. ↑  Członkowie honorowi PTR - Polskie Towarzystwo Reumatologiczne. In: reumatologia.ptr.net.pl. (polnisch).
50. ↑  Ehrenmitglieder. In: Deutsche Gesellschaft für Rheumatologie e.V..
51. ↑  Awards Honorary Members. In: EULAR. (englisch).
52. ↑  EULAR Presidents. In: EULAR. (englisch).
53. ↑  Minutes of the 44th meeting of the Council of the International Union of Immunological Societies | Page 1. In: contentdm.ad.umbc.edu. 21. Juli 2001 (englisch).
54. ↑  Erika Jensen-Jarolim und Eva Untersmayr: Österreichischen Gesellschaft für Allergologe und Immunologie, Happy 50th Birthday! (PDF) In: oegai.org. 28. April 2021, abgerufen am 14. März 2024.
55. ↑  Archivmeldung: "Rheuma-Zelt" startet in Wien. In: Presseservice der Stadt Wien. 13. Juli 2006.
56. ↑  Josef Smolen. In: www.oeaw.ac.at..
57. ↑  List of Members. In: Nationale Akademie der Wissenschaften Leopoldina. (englisch).

| Personendaten    | Personendaten |
| ---------------- | --- |
| NAME             | Smolen, Josef |
| KURZBESCHREIBUNG | österreichischer Rheumatologe und Immunologe, emeritierter ordentlicher Universitätsprofessor an der Medizinischen Universität Wien |
| GEBURTSDATUM     | 24. März 1950 |